# Encalypta serbica
Encalypta serbica là một loài rêu trong họ Encalyptaceae. Loài này được Katić mô tả khoa học đầu tiên năm 1906.